# Andrićgrad
Andrićgrad, más néven Kamengrad Ivo Andrić íróról elnevezett új városrész Višegradban, Bosznia-Hercegovinában. A városrész 2011–2014 között épült Emir Kusturica rendező kezdeményezésére.

## Elhelyezkedése
A Drina és a Rzav torkolata közötti félszigeten fekszik, Szokoli Mehmed pasa hídja közelében, de nem esik bele a világörökséggé nyilvánított híd védőövezetébe. Területe mintegy 30 000 négyzetméter.

## Története
A terület egy részén korábban egy sportcentrum állt, amelyet az 1992–1995 közötti boszniai háború alatt bosnyák civilek fogolytáboraként használtak. A terület tulajdonjogára egy Svájcban élő boszniai muszlim család 2004-ben bejelentette igényét; a város szóvivője azonban úgy nyilatkozott, hogy a családot már korábban kártalanították.
A városrész építését Emir Kusturica filmrendező kezdeményezte Ivo Andrić Nobel-díjas író emlékére, a Híd a Drinán című regényben leírt város mintájára. Saját bevallása szerint az ötlet első ízben 1978-ban, nászútja során merült fel benne. A projekt 15 millió eurónyi költségét 51%-ban a filmrendező finanszírozta, 49%-ban a Boszniai Szerb Köztársaság. A helyszínt és az infrastruktúrát Višegrad városa biztosította.
Az építkezés 2011. június 28-án, a szerbek számára kiemelt jelentőségű napon, Szent Vitus napján kezdődött el. 2012. június 28-án felavatták Ivo Andrić szobrát Vuk Jeremić szerb külügyminiszter részvételével. A főutca 2012 végére készült el, a városrészt 2014. június 28-án avatták fel Irinej szerb pátriárka, Ivica Dačić korábbi szerb miniszterelnök, Aleksandar Vulin és Nikola Selaković szerb miniszterek, Aleksandar Karađorđević és Milorad Dodik, a Boszniai Szerb Köztársaság elnöke jelenlétében.

## Leírása
Az épületek leginkább reneszánsz, bizánci és oszmán stílusban épültek, a városrészben található multiplex mozi homlokzatán levő dombormű azonban a szocialista realizmust idézi. A Nikola Tesláról elnevezett főtéren található a társadalomtudományokkal és a humán tudományokkal foglalkozó Andrić Intézet, melynek tevékenységét a Boszniai Szerb Köztársaság és Szerbia közösen finanszírozza. Az épület előtt Ivo Andrić szobra áll. A szerb nemzeti költőről, Petar II Petrović-Njegošról elnevezett téren áll a költő szobra, Sreten Stojanovic alkotása. Andrićgradban található továbbá egy szépművészeti akadémia, egy reneszánsz színház, szállodák és boltok. A városnegyed Szent Lázár-temploma a szerb ortodox egyházhoz tartozik.

## Kritikák
Bakira Hasečić bosnyák aktivista, a szarajevói A Háború Női Áldozatai szervezet alapítója provokációnak tartja, hogy a városrész azon a helyen épült meg, ahol számos kegyetlenségre került sor a boszniai muszlimok ellen. Hikmet Karčić, a Boszniai Iszlám Hagyományok Intézete munkatársa az új szerb nemzeti identitás építésének eszközét látja benne abban a városban, amely muszlim lakosságának jelentős részét elvesztette a boszniai háború idején. Szerinte a projekt Višegrad múltjának alternatív változatát jelenti, ami történelmi-kulturális szempontból legitimálja a jelent, és alátámasztja a jövőbeli törekvéseket. Andrej Nikolaidis montenegrói bosnyák író, újságíró „a szerb nacionalizmus Disneylandje” névvel illette.
Ljiljana Sevo, a Banja Luka-i Egyetem művészeti és építészeti karának docense, aki amúgy Kusturica filmjeinek csodálója, művészeti szempontból kritizálta az épületegyüttest; szerinte Andrićgrad a szegényes fantázia és a múlt felületes ismeretének kombinációja, ami elkerülhetetlenül a kulturális értékek manipulációjához, röviden giccshez vezet.

## Díszpolgárok
- Matija Bećković(wd) szerb író[18]
- Milorad Dodik, a Boszniai Szerb Köztársaság elnöke[18]
- Novak Đoković szerb teniszező[18]
- Vuk Jeremić(wd) szerb külügyminiszter[18]